# Setge de Bilbao (1836)
El Setge de Bilbao de 1836 fou una de les batalles de la primera guerra carlina.

## Antecedents
La rebel·lió va esclatar després de la convocatòria de les Corts el 20 de juny de 1833 quan el pretendent dom Carles, refugiat a Portugal es va negar a jurar lleialtat a Maria Cristina de Borbó-Dues Sicílies i l'1 d'octubre, recolzat per Miquel I de Portugal va reclamar el seu dret al tron. La revolta no va tenir el suport de l'exèrcit i la guerra començà el 6 d'octubre quan el general Santos Ladron de Cegama va prendre Logronyo, passant a Navarra per unir-se amb els revoltats, sent capturat a la batalla de Los Arcos i afusellat al cap de pocs dies. A Catalunya, la rebel·lió de Josep Galceran a Prats de Lluçanès el 5 d'octubre va ser sufocada pel capità general Llauder.
La presència carlina quedà afeblida amb la campanya del liberal Pedro Sarsfield i Tomás de Zumalacárregui va assumir la direcció dels contingents navarresos el 15 de novembre, i dels bascos tres setmanes després, reactivant la rebel·lió al nord, organitzant l'exèrcit carlí, va capturar la Real Fábrica de Armas de Orbaiceta, provocant la substitució del general Valdés per Vicente Genaro de Quesada, qui va començar les represalies.
L'exèrcit liberal de José Ramón Rodil va tractar de destruir l'exèrcit de Zumalacárregui i arrestar Carles Maria Isidre de Borbó però després d'una desastrosa campanya es va veure obligat a renunciar al comandament per Manuel Lorenzo. Les tropes isabelines de Navarra no van ser capaces de contenir l'exèrcit de Zumalacárregui, que va capturar un comboi d'armes que anava de Burgos a Logronyo pel camí real, però sense poder destruir l'exèrcit liberal, la temptativa sobre Madrid quedà avortada i Jerónimo Valdés es va decidir a atacar Tomás de Zumalacárregui al seu reducte de la vall d'Amescoas amb 21.000 homes, la major mobilització de tropes cristines des de l'inici del conflicte.
Edward Granville Eliot va arribar el 25 d'abril a la vall de La Berrueza on s'havia retirat Tomás de Zumalacárregui des d'Amescoas i va aconseguir que els dos bàndols signessin el Conveni d'Eliot.
Després del desastre d'Artaza, Jerónimo Valdés es va retirar a la riba sud de l'Ebre, ordenant l'evacuació de les guarnicions isabelines entre Logronyo, Vitoria i Pamplona i la frontera francesa, obrint el camí a Zumalacárregui per conquerir el País Basc, ocupant Guipúscoa en poques setmanes tret de Sant Sebastià i Hondarribia, aconseguint nombroses peces d'artilleria. Després de la mort de Zumalacárregui es nomenà breument nou comandant a Francisco Benito Eraso i després a Vicente Moreno González. Amb el frustrat Setge de Bilbao els carlins van moure el comandament a Estella.
A principis de 1836, amb unes finances en mal estat, el govern carlí va decidir negociar crèdits per valor d'un milió de rals a Londres però sense garanties suficients no els va aconseguir, i com Bilbao podria suposar una garantia per a la inversió estrangera, Dom Carles va decidir posar setge de nou a la ciutat. Luis Fernández de Córdova va decidir-se a recuperar els territoris ocupats durant la primavera per Zumalacárregui i les comunicacions entre Vitòria i Pamplona i Vitòria i Sant Sebastià, però no aconseguí desallotjar els carlins del port d'Arlaban.
El general Miguel Gómez Damas, que havia pres Oviedo, sortí, amb vuit batallons d'infanteria i quatre peces d'artilleria, però pràcticament sense cavalleria en expedició per prendre Madrid, i es dirigí a l'encontre de Ramon Cabrera per unir les seves forces, sent derrotat en la batalla de Villarrobledo, i abandonant la idea d'atacar Madrid, però en una acció d'audàcia dirigida per Cabrera, es conquerí la ciutat de Còrdova. Arribats a Extremadura, les diferències amb Gómez i la presa cristina de Cantavella van fer que aquest l'obligués a abandonar-la amb una petita escorta, això si, quedant-se Gómez amb tots els batallons de Cabrera.

## El setge
Nazario Egia, general en cap de l'exèrcit carlí, va donar el comandament de les operacions de setge al general Bruno Villarreal, mentre Eguía s'encarregava de la rereguarda. En 18 d'octubre va començar el reconeixement de la ciutat i la instal·lació de les bateries d'artilleria, mentre els liberals aprovisionaven la ciutat per mar des de Portugalete per la Legió Auxiliar Britànica, de George de Lacy Evans fins que el setge carlí es tancà en 2 de novembre, establint un pont de barques que tancava l'accés al port.
Baldomero Espartero combatia les partides carlines a Burgos i no va arribar a Portugalete amb els seus 14.000 homes fins al 26 de novembre, avançant cap a la ciutat el 27 per la riba esquerra del Nerbion però fou rebutjat amb moltes baixes, i va construir un pont amb vaixells i planxes a Portugalete, fora de l'abast de l'artilleria carlina i travessant el 30 de novembre, i van haver de retirar-se en estar tallat el pont de Gobelas, però un temporal va destruir el pont de Portugalete i va renunciar forçar el pas por Luchana, retirant en barcasses l'artilleria a la riba esquerra i iniciant un nou pont més al sud, més arrecerat però a l'abast de l'artilleria i que es va acabar el 7 de desembre, però un nou temporal el va trencar i l'evacuació es va acabar amb llanxes.
El 12 de desembre Espartero va iniciar de nou la marxa sobre Bilbao per la riba esquerra però els camins eren fangars i l'artilleria no va poder avançar i la resistència carlina va obligar a la retirada fins a Portugalete el 15 de desembre, però el 17 van arribar reforços i Espartero es va decidir a avançar de nou per la riba dreta, construint un nou pont mentre la nit del 12 de desembre les balses dels bucs de la Royal Navy transportaven l'artilleria i part de la cavalleria. El 22 de desembre el nou pont quedà acabat i travessà el gruix de la infanteria i la cavalleria, mentre els carlins intensificaven els atacs a la ciutat. El 24 de desembre els liberals, comandats per Marcelino de Oraá desallotjaren de Luchana als carlins i hi aixecaren un nou pont, però els carlins aconseguiren destruir de nou el pont sobre el Nerbion, tot i que la matinada del 25 els carlins perderen la darrera posició que els quedava i els liberals entraren a la ciutat.

## Conseqüències
La retirada de Bilbao fou un desastre perquè la pluja havia convertit els camins en fangars, abandonant 26 canons d'artilleria pesant i nombrosos subministraments i munició, i la derrota va convèncer alguns militars carlins com el general Maroto de la impossibilitat de guanyar la guerra, havent de cercar alguna mena d'acord.
L'Expedició Reial, organitzada per l'infant Sebastià tenia la finalitat d'arribar a Madrid amb el pretendent al tron d'Espanya Carles Maria Isidre de Borbó, des del nord creuant la península amb les millors tropes de l'exèrcit carlí i arribant a les portes de Madrid el 12 de setembre, però els carlins no van realitzar cap intent d'ocupar la capital, que restava indefensa i la indecisió de Carles V, que esperava el compliment del pacte secret fet amb la reina Maria Cristina de reconèixer-lo com a rei. L'arribada de Baldomero Espartero, que va entrar a Madrid el dia 13 i va perseguir els carlins, que es van retirar cap al nord, derrotant-los a la batalla d'Aranzueque, va provocar el retorn de l'expedició a Navarra i el de Cabrera al Maestrat.